# 香港早期農村社會
在香港早期農村社會时期，香港的农村社会主要是以种植业和渔业为主，而且大部分人口都是农民。由于当时的香港经济还不够发达，农民们的生活水平相对较低。此外，由于当时的交通不便，农民们很难获得足够的教育和医疗资源。

## 陸上原居民

### 新界陸上原居民與丁權
香港的水上人比陸上人多，1950－1970年代，逃港人口大量進入香港市區，公屋需求大增，港英政府為了提供誘因從而收取新界土地發展新市鎮，加上新界只是租借地、地價低，而且未開發時交通不便，給予丁權建屋的只有在1898年前後租借新界時已在新界陸上居住的原居民，但記錄時間為1970年代，再從族譜等追溯祖籍。這些原居民以客家人最多，之後為圍頭人。水上人以及港島、九龍市區的陸上原居民沒有丁權。

### 圍頭/圍村人
香港陸上人早期以百越的原居民為主，秦漢以降， 陸續有中原漢人移居香港，遺蹟有李鄭屋東漢墓等等.到了宋朝， 因戰亂，不少福建以及其他城市陸上人從水路或陸路到新界定居，圍頭人的形成與鄰近的四邑人相似，遷海禁界時被遷入廣東省內陸，又混合了不少粵系居民。他們在新界的平原以務農和飼養牲畜維生。他們和閩南人一樣同樣為漢族人。圍頭和客家人不時衝突，彼此之間沒有往來，不時有械鬥發生，而且建立圍屋以作防護，在廣東大規模的土客械鬥中支持廣府人、四邑人一方。語言受閩、粵兩方互相影響，如「爸」是閩南語的發音。在本地人的三十多個「姓族」中，鄧、侯、彭、廖、文這五個姓族的歷史最為悠久，被稱為新界五大氏族。圍頭人包括為百粵系、閩系以及粵系人。

### 客家
客家人主要集中在廣東、福建以及江西交界山區居住，清代遷海禁界後，香港的人口幾乎盡遷大陸，在鄭成功的南明政權滅亡後，清政府由廣東內陸周邊地區把人口遷入香港，客家人遷入時，他們和本地人一樣主要以務農維生，但較好的平原被圍頭人霸佔，西貢區至今仍有客家山歌活動。

## 水上原居民

### 闽南
閩南人是台灣南明政權滅亡後便移居香港。多數是漁民，直到清中後期，閩南人重新以商人身份在南洋經商，天后為閩南人的信仰，香港亦有大量的天后廟（媽祖廟），是中國沿海擁有最密集的天后廟（媽祖廟）的城市之一。

### 蛋家
蛋家是香港的水上居民。他們是遠古越人，和珠三角原居民一樣被廣州的漢族粵語同化，但極少和漢族通婚。他們在香港定居後，仍保存著很多百越風俗習慣，只在船上生活而絕少上岸居住。他們主要是以捕魚維生。

## 特色
圍村自公元10世紀中葉起，五大姓族已開始在新界各個平原定居。後來到了18、19世紀，即清朝遷海禁界後，客家人遷入香港，當時的政府又無力保護五大姓族居民，又發生死傷過百萬的土客械鬥，各姓族開始建立圍村以在械鬥時保護居民，而當時富庶的村民多聚居於圍村以求自保。圍村的圍牆以花岡石建成，牆壁厚達三至四尺。圍牆四周設有護城河，牆上則設有炮樓及炮孔；圍門大多是堅固的木柵或繩狀鐵門。圍村內多設有更樓，以監察圍村內外的情況。
宗祠在圍村中，各個姓族會興建宗祠來擺放祖先的木主。宗祠是一個圍村的中心，其用有很多，例如祭祖、舉行慶祝活動及村中長老舉行會議等等。
教育五大姓族均很重視教育，並在各個朝代都有派子弟應考科舉試，考取「進士」、「舉人」和「秀才」等等的功名。當各族的族中子弟在科舉試中考獲功名，族人都會在其宗祠舉行慶祝大會及懸掛功名牌匾來表揚這項盛事。

## 相關參見
- 香港農業
- 香港漁業
- 瀝源九約竹枝詞